# バルトロメウス・ブレーンベルフ
バルトロメウス・ブレーンベルフ（Bartholomeus Breenbergh または Bartholomäus Breenbergh、1598年11月13日（洗礼日）- 1657年10月5日（埋葬日））は、オランダの画家である。

## 略歴
現在のオランダ、オーファーアイセル州のデーフェンテルで生まれたとされる。どこで絵の修行をしたかは詳しく知られていないが、1619年にはアムステルダムで画家として登録されていて、登録上の師匠はピーテル・ラストマンとヤコブ・ピナスである。1619年には、ローマに移った 。コルネリス・ファン・プーレンブルフ(1594-1667)らとともに、ローマのオランダやフランドル出身の画家達のグループ、「Bentvueghels」の最初期のメンバーとなり、「Bentvueghels」では互いを仇名で呼び合ったので、ブレーンベルフは「Fret(＝シロイタチ、フェレットの意)」と呼ばれた。ローマではフランドル出身の風景画家、パウル・ブリル(1553/1554-1626)とも働き、影響を受けている。
風景画家のコルネリス・ファン・プーレンブルフから最も影響を受けたとされ、プーレンブルフとブレーンベルフの作品は区別するのが難しいほどであった。1625年頃からローマで活動を始めたフランス出身の画家、クロード・ロラン(1600-1682)からも影響を受けた。
1627年か1628年にオランダに戻り、1633年からアムステルダムに住み1633年8月に結婚した。アムステルダムではピーテル・ポッテル(Pieter Symonsz. Potter: 1597/1600–1652)とも親しくなった。
遺跡なども描かれたイタリアの風景を描いた作品で知られているが肖像画も描いた。

## 作品

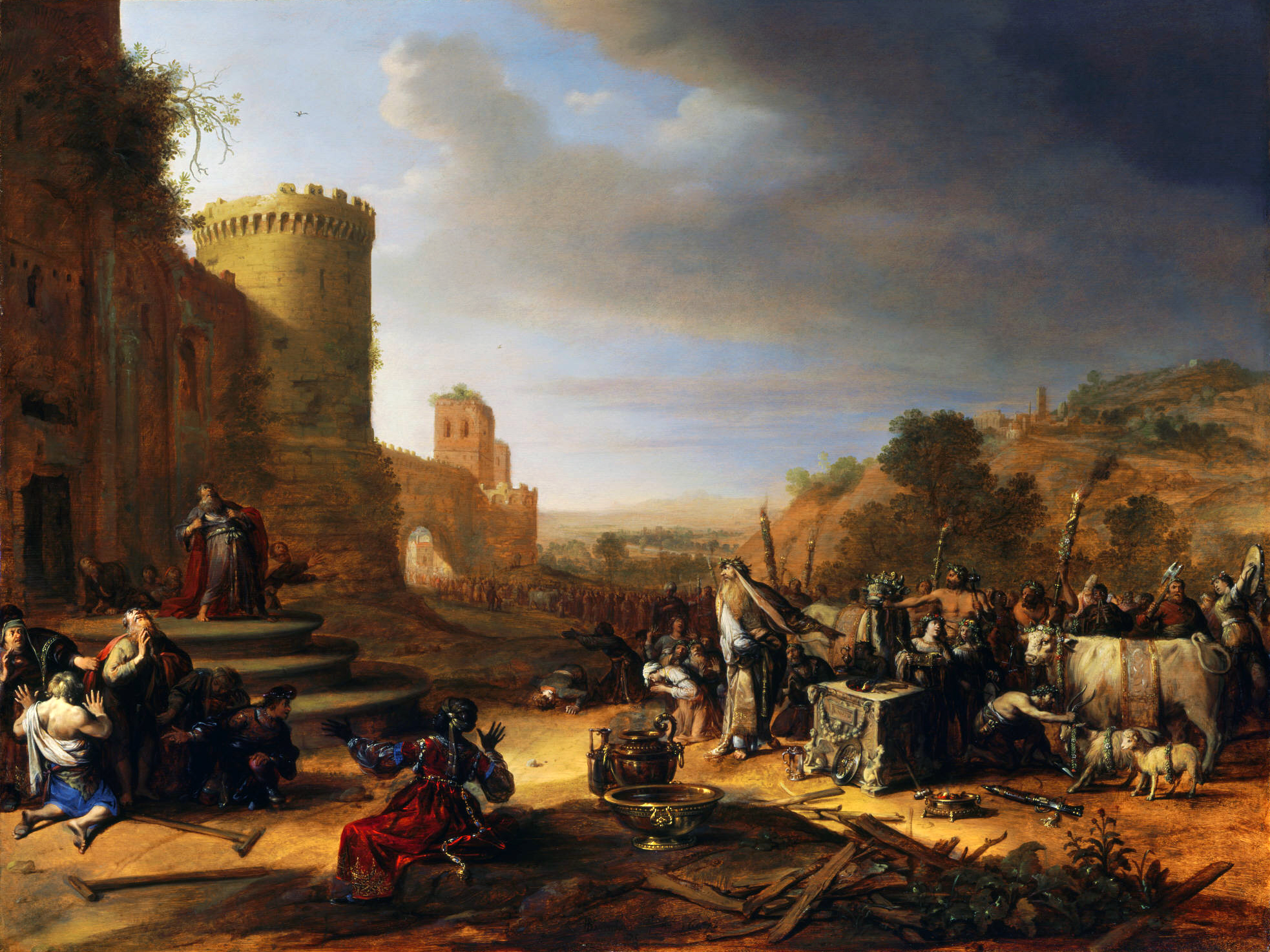
「ルステラの聖パウロと聖バルナバ」(1637) プリンストン大学美術館蔵
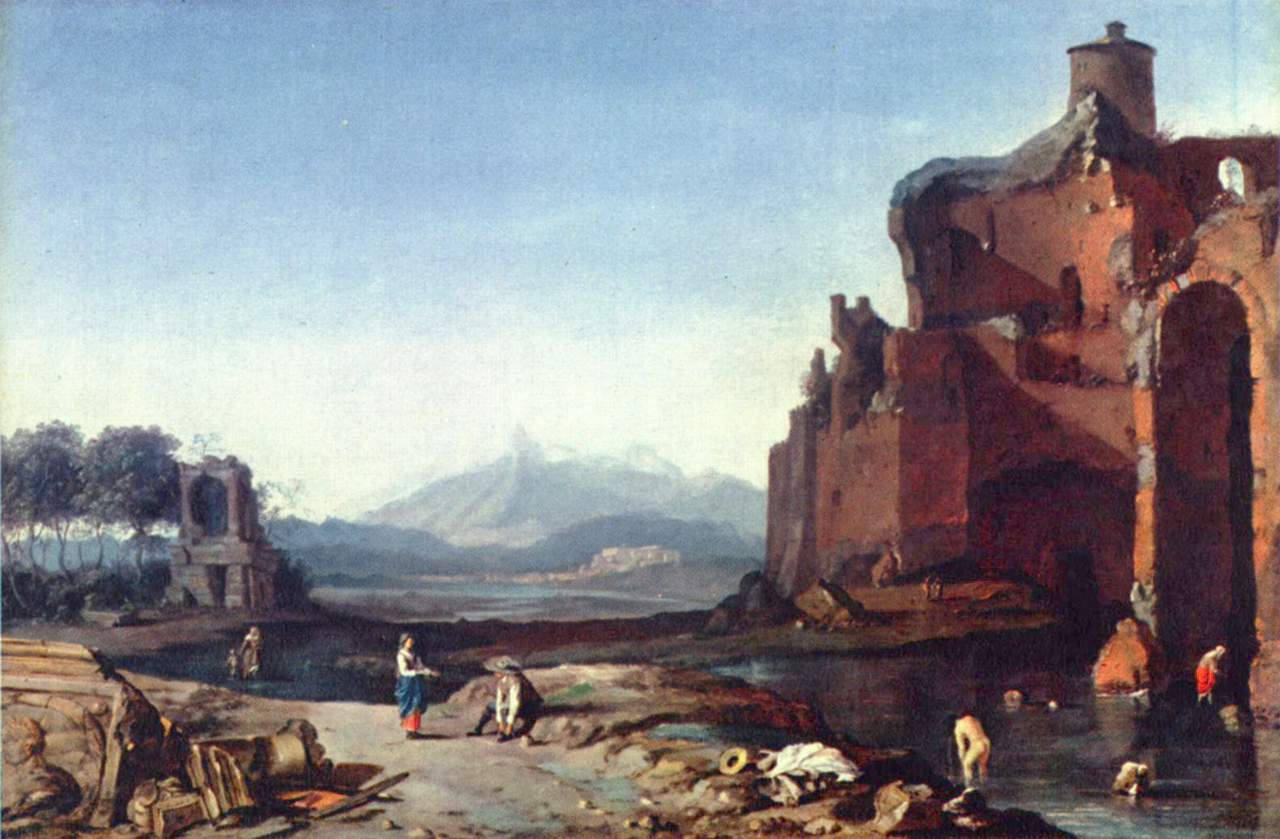
「アウレリアヌス城壁のある風景画」(1625/1635) マウリッツハイス美術館蔵
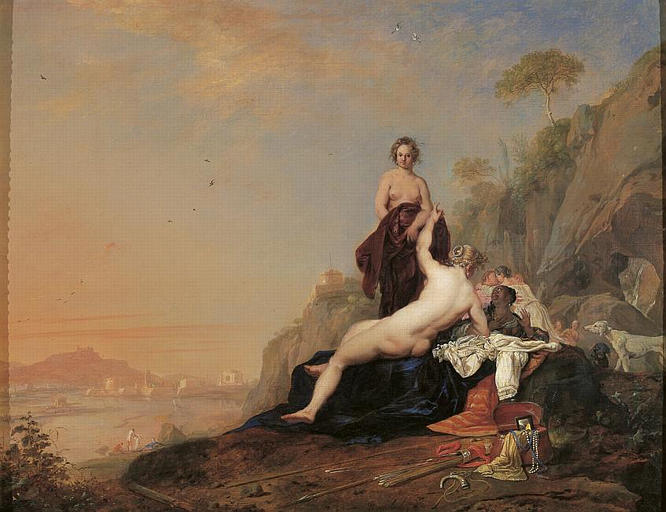
「カリストーの罰」
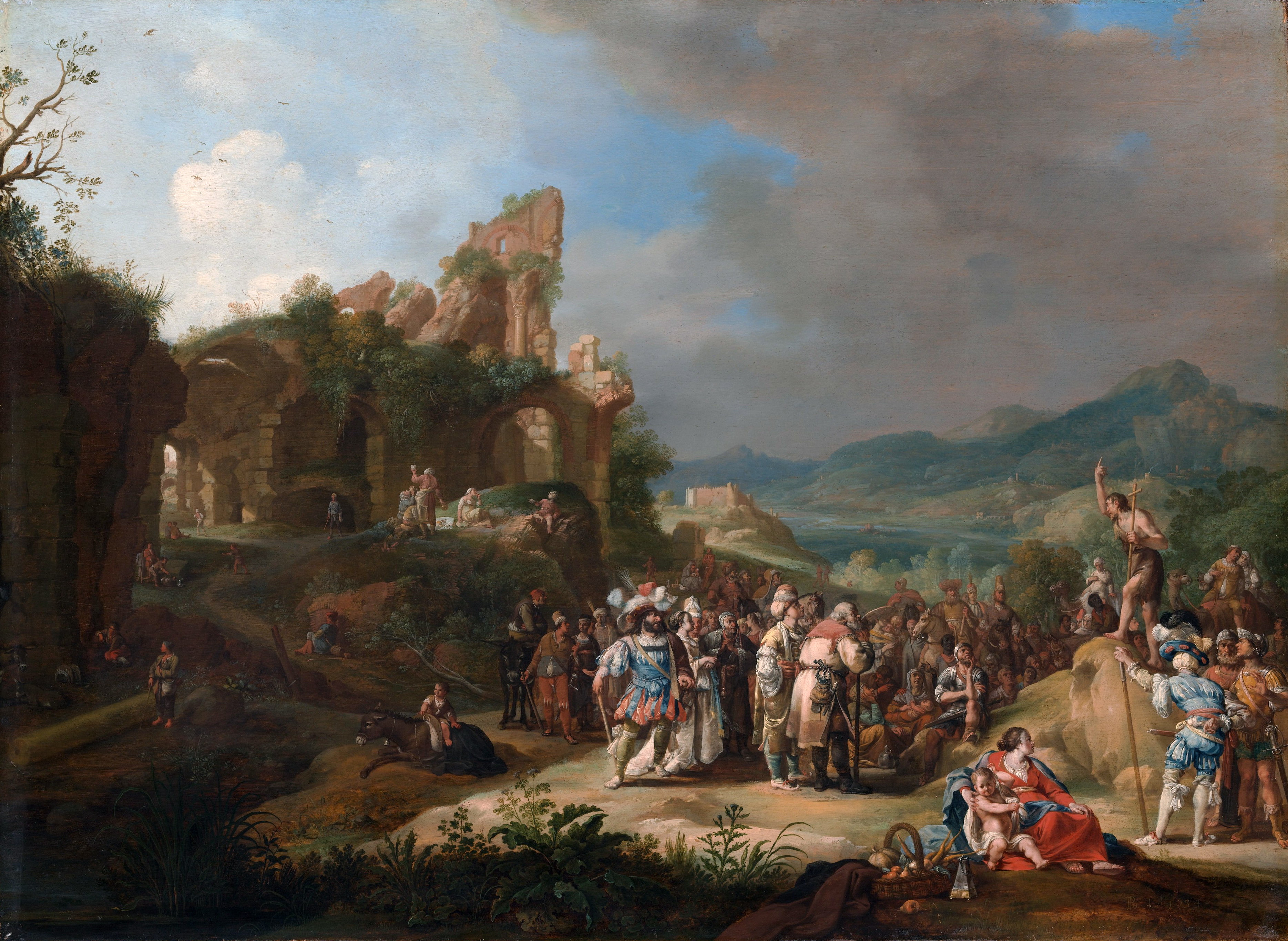
「洗礼者ヨハネの説教」(1634) メトロポリタン美術館蔵
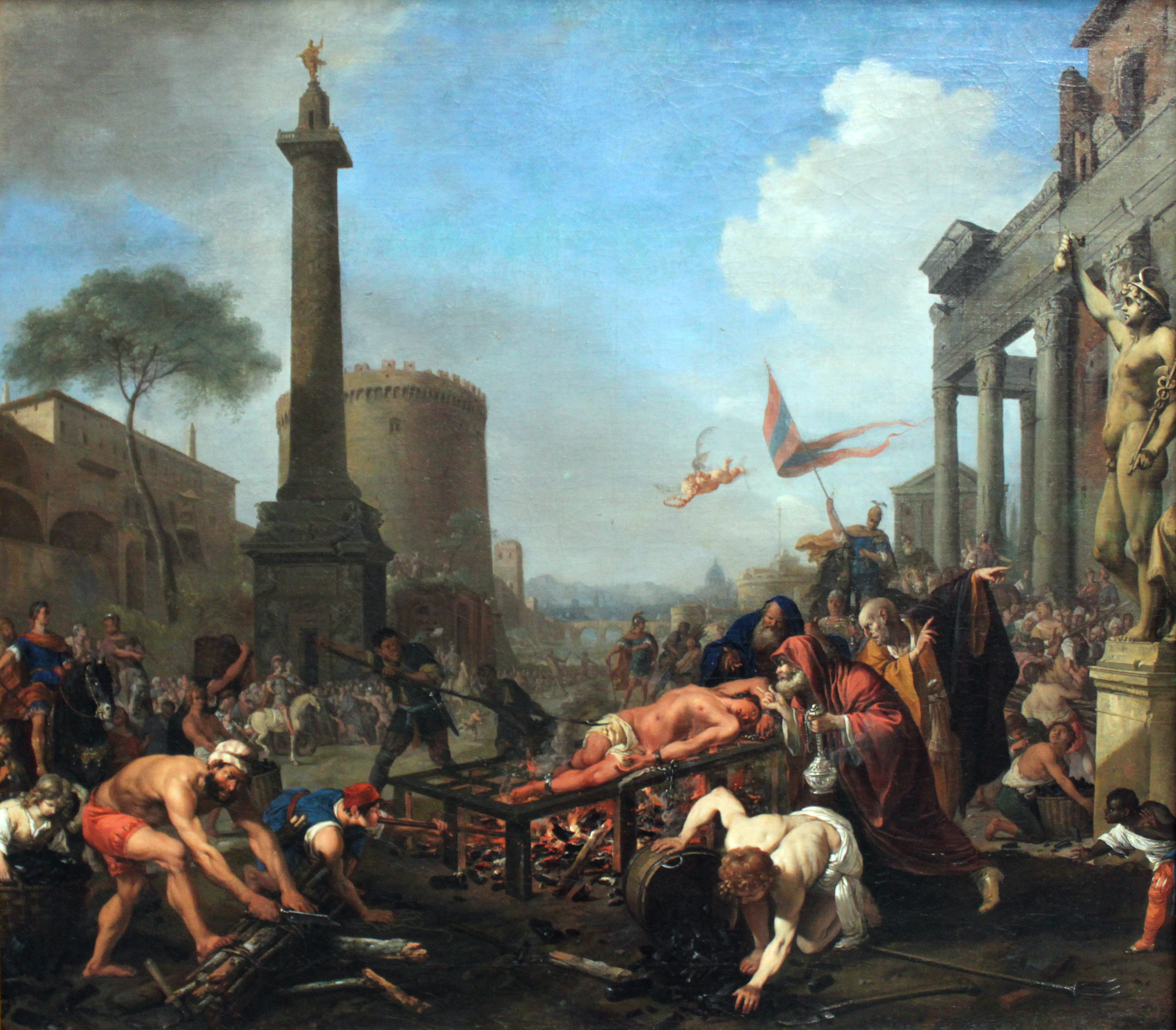
「聖ラウレンティウスの殉教」
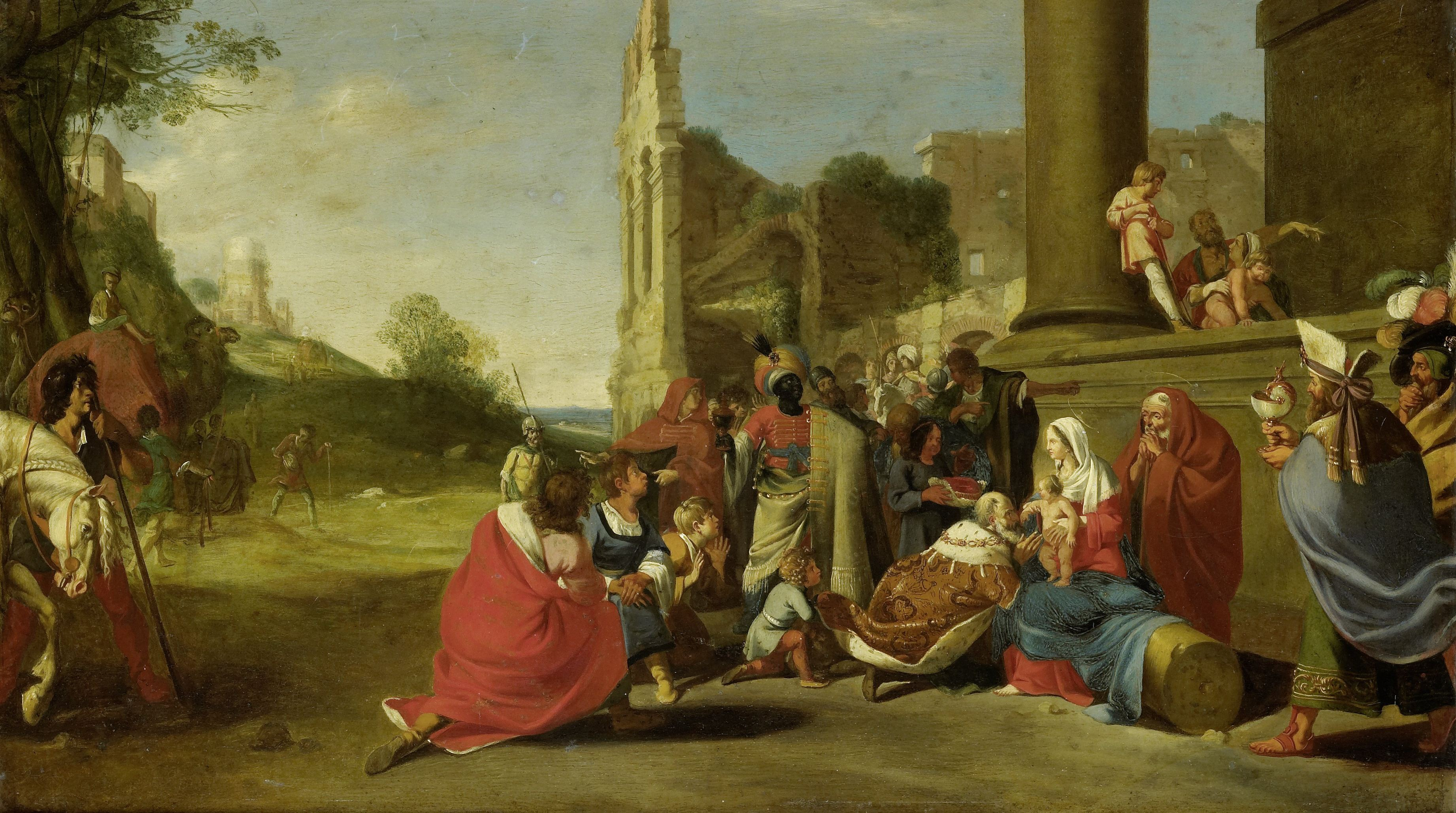
「東方三博士の礼拝」 アムステルダム国立美術館蔵
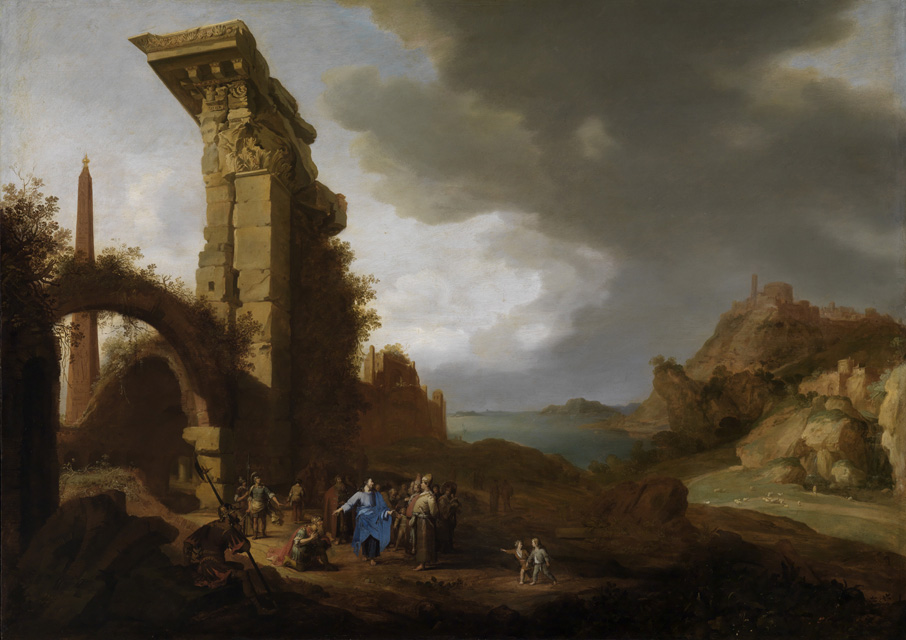
「キリストとカペナウムの百人隊長のいるローマの風景」 カールスルーエ州立美術館蔵